# فضيحة بروفومو
فضيحة بروفومو، هي واحدة من أكبر الفضائح السياسية في بريطانيا خلال أوائل الستينيات. فقد أقام جون بروفومو، وزير الدولة لشؤون الحرب البالغ من العمر 46 عامًا في حكومة المحافظين برئاسة هارولد ماكميلان، علاقة خارج إطار الزواج مع عارضة الأزياء البالغة من العمر 19 عامًا كريستين كيلر، بدءًا من عام 1961. أنكر بروفومو في عام 1963 العلاقة في بيان رسمي أمام مجلس العموم، لكن التحقيقات الشرطية التي أُجريت بعد أسابيع أثبتت أنه كذب. ألحقت الفضيحة ضررًا بالغًا بمصداقية حكومة ماكميلان، ما دفعه للاستقالة في أكتوبر 1963 معللًا ذلك بسوء حالته الصحية. وساهمت تداعيات القضية في خسارة حزب المحافظين الانتخابات العامة عام 1964 لصالح حزب العمال.
عندما كُشفت الفضيحة، ازدادت الإثارة العامة بسبب التقارير التي أفادت بأن كيلر كانت على علاقة أيضًا بـالقبطان يفغيني إيفانوف، الملحق البحري السوفيتي، ما أثار مخاوف تتعلق بالأمن القومي. وكانت كيلر قد تعرّفت على كل من بروفومو وإيفانوف من خلال صداقتها مع ستيفن وارد، طبيب العظام والشخصية الاجتماعية الذي كان بمثابة راعٍ لها. أدى كشف الفضيحة إلى إثارة شائعات حول فضائح جنسية أخرى، ووجّهت السلطات اهتمامها نحو وارد، الذي وُجّهت له سلسلة من التهم الأخلاقية. وخلال المراحل الأخيرة من محاكمته، التي أُدين فيها بتهمة العيش على أرباح غير مشروعة من كيلر وصديقتها ماندي رايس-ديفيز، تناول وارد جرعة زائدة مميتة من الدواء، معتبرًا نفسه كبش فداء لمخالفات الآخرين.
أُجري تحقيق رسمي في الفضيحة بقيادة القاضي اللورد دننغ، بمساعدة الموظف المدني ت. أ. كريتشيلي، وخلص إلى أنه لم تكن هناك خروقات أمنية ناجمة عن علاقة كيلر بإيفانوف. إلا أن تقرير دننغ وُصف لاحقًا بأنه سطحي وغير مُرضٍ. أما بروفومو، فقد عمل لاحقًا متطوعًا في منظمة "توينبي هول"، وهي مؤسسة خيرية في شرق لندن، وبحلول عام 1975 استعاد مكانته العامة، رغم أنه لم يعد إلى الحياة السياسية. توفي عام 2006 وهو يحظى بالاحترام والتقدير.
على النقيض من ذلك، واجهت كيلر صعوبات في التخلص من الصورة السلبية التي رسختها عنها الصحافة والسلطات السياسية والقضائية. وفي روايات مختلفة – أحيانًا متناقضة – شككت في استنتاجات دننغ المتعلقة بالأمن. وقد وصف محللون إدانة وارد بأنها انتقام من المؤسسة السياسية أكثر من كونها تحقيقًا للعدالة. وفي العقد الثاني من القرن الحادي والعشرين، أعادت "لجنة مراجعة القضايا الجنائية" النظر في قضيته، لكنها قررت عدم إحالتها إلى محكمة الاستئناف. جسدت فضيحة بروفومو في عدد من العروض المسرحية والأعمال التلفزيونية والسينمائية.

## روابط خارجية
- Lewis Morley (1963). "Christine Keeler Photograph: A Modern Icon". متحف فكتوريا وألبرت. مؤرشف من الأصل في 2019-05-09. {{استشهاد بدورية محكمة}}: الاستشهاد بدورية محكمة يطلب |دورية محكمة= (مساعدة)